# Papilio noblei
Papilio noblei là một loài bướm ngày thuộc họ Bướm phượng. Nó được tìm thấy ở Đông Nam Á, từ Myanmar đến Việt Nam.
Sải cánh dài 100–120 mm.

## Phân loài
Có 2 phân loài được công nhận:
- Papilio noblei hoa Gabriel, 1945
- Papilio noblei noblei

## Phân loại
Papilio nobleilà thành viên của nhóm loài Noblei; có họ hàng gần gũi với nhóm loài demolion. Các thành viên của nhánh này là:
- Papilio antonio Hewitson, [1875]
- Papilio noblei de Nicéville, [1889]

## Hình ảnh

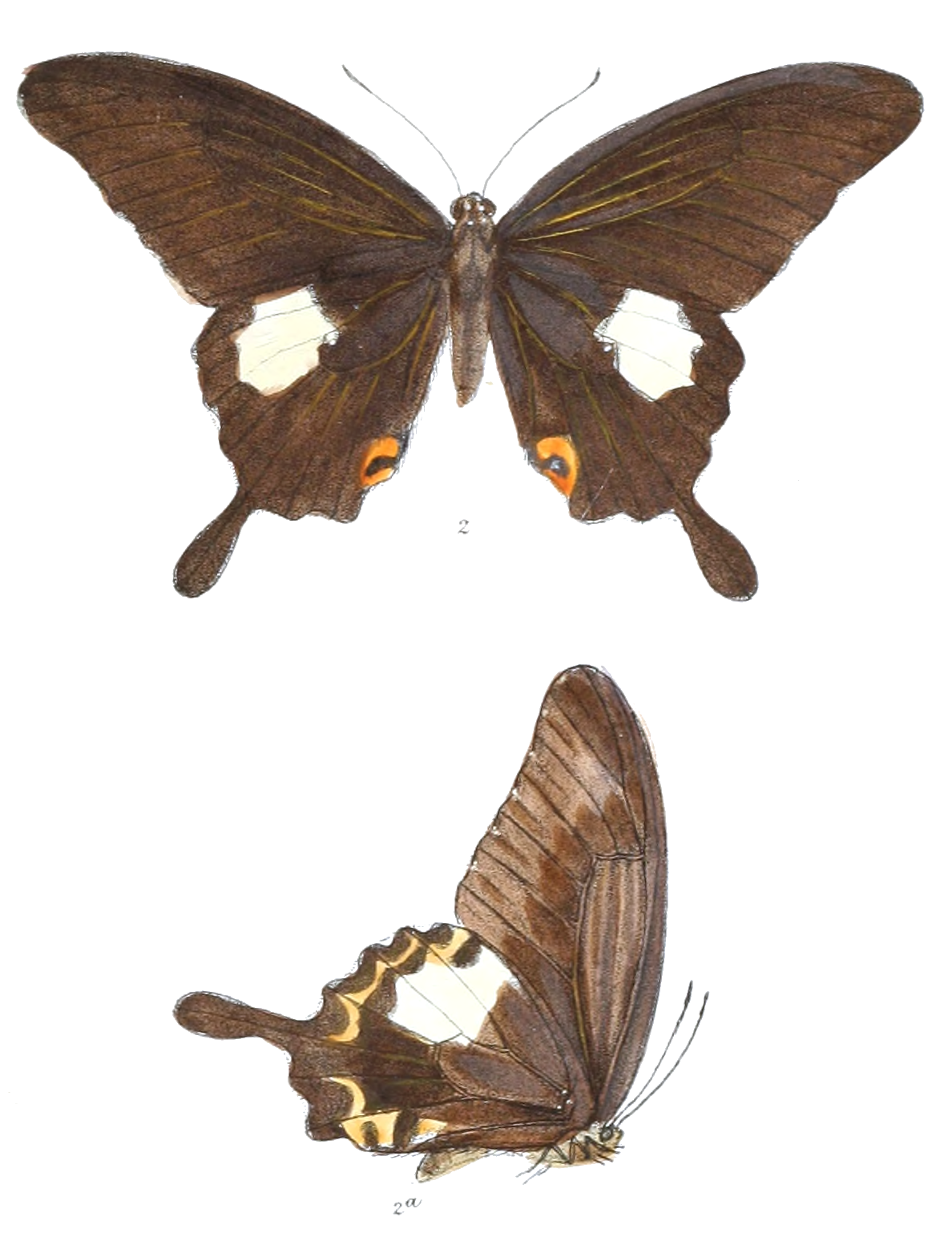